# René Charette de la Bretonnière
Pour les autres membres de la famille, voir Famille de Charette de La Contrie.
René Charette, seigneur de La Bretonnière, fut maire de Nantes de 1609 à 1611. Il était conseiller du roi, conseiller au parlement de Bretagne et sénéchal de Nantes.

## Biographie
René Charette est le fils de Jean Charette, sieur de La Bretonnière, conseiller du Roi, alloué au lieutenant général du présidial de Nantes, sénéchal des régaires de l'évêché de Nantes, et de Julienne de Ruays. Cousin germain de Louis Charette de la Colinière, il épouse Anne Martin puis Renée de La Bouëxière. Il est le père de René Charette et le beau-père de Jacques Raoul de La Guibourgère.